# Hemonia micrommata
Hemonia micrommata är en fjärilsart som beskrevs av Turner 1899. Hemonia micrommata ingår i släktet Hemonia och familjen björnspinnare. Inga underarter finns listade i Catalogue of Life.